# Wrightstown (hrabstwo Outagamie)
Wrightstown – wieś w Stanach Zjednoczonych, w stanie Wisconsin, w hrabstwie Outagamie.